# Petr Chrysolog
Svatý Petr Chrysolog nebo Petrus Chrysologos (kolem 380, Classis u Ravenny nebo Imola – 31. července 451, Imola) byl proslulý kazatel a arcibiskup v Ravenně. Od roku 1729 je v katolické církvi uctíván jako učitel církve.
O jeho životě víme velmi málo. Někdy mezi roky 424 a 431 byl jmenován biskupem v Ravenně a když se Ravenna stala metropolí, stal se jejím metropolitou (arcibiskupem). Byl oblíbeným kazatelem v tomto obchodním a přístavním městě, které tehdy zažívalo velký rozkvět. Byl blízkým rádcem a přítelem papeže Lva Velikého a měl vliv i na císařském dvoře, zejména u císařovny Gally Placidy. Ve věroučných sporech té doby se stavěl proti arianismu a monofyzitismu a jeden z jeho listů je zachován v protokolech Chalcedonského koncilu. Na mozaice v kostele sv. Jana Evangelisty v Ravenně je zobrazen mezi členy západní i východní císařské rodiny. Je pohřben v dómě v Imole (asi 35 km JV od Bologni), kde snad také zemřel při vizitaci.
Jeho životopisec Agnellus z Ravenny jej již v 9. století nazýval Chrysologos („zlatý řečník“), snad jako protějšek známého kazatele východní církve Jana Zlatoústého (Chrysostoma). Z jeho díla se zachovalo asi 180 kázání, vesměs výkladů na texty Nového zákona a Žalmů; některá se týkají světců jeho doby. Jeho texty jsou dodnes užívány v breviáři katolické církve.
Roku 1729 jej papež Benedikt XIII. jmenoval učitelem církve. Jeho svátek se slaví 30. července.